# Cabo Crozier

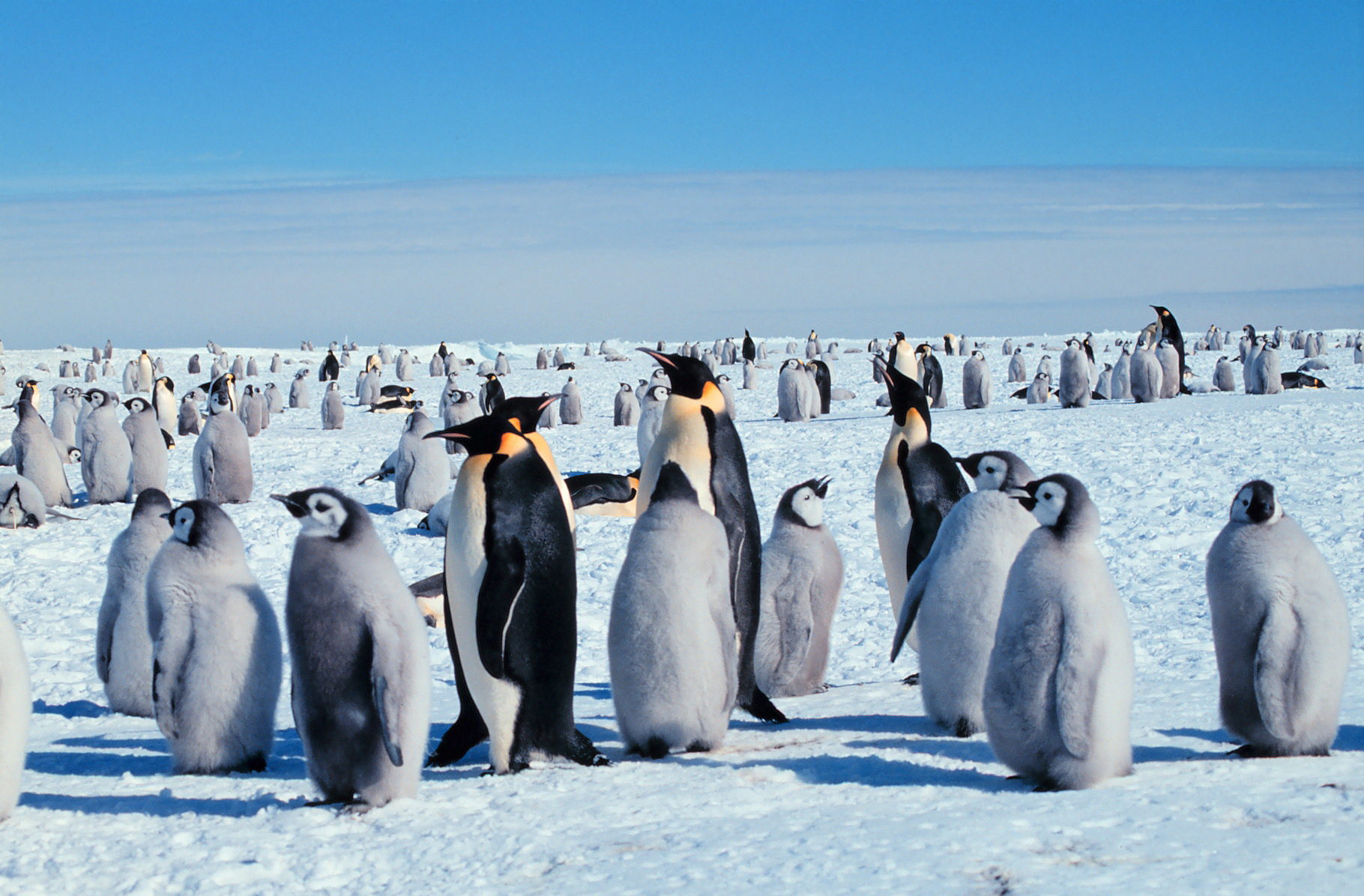
Pingüinos emperador.

El cabo Crozier es el punto más al este de la isla de Ross, en la Antártida.
Fue descubierto en 1841 por la expedición Erebus y Terror de James Clark Ross, y debe su nombre a Francis Crozier, capitán del barco HMS Terror.
El volcán monte Terror está situado en las proximidades del cabo y el borde de la barrera de hielo de Ross se extiende hacia el este.
El cabo es un área de reproducción del pingüino adelia y del pingüino emperador. Es una zona especialmente protegida (zona n.º 6) por acuerdos internacionales: cruzar la zona o sobrevolarla está totalmente prohibido.
Se halla en el cabo el Campamento Cabo Crozier (Cape Crozier) de Estados Unidos (77°30′00″S 169°40′00″E / -77.50000, 169.66667), que cuenta con una cabaña con estructura de madera con algunas provisiones y sin radio, con capacidad para 6 personas.